# Никольская Карланга
Никольская Карланга (Русская Карланга, Никольское, Никольско-Карланга) — урочище в Тетюшском районе Татарстана, в России. В прошлом — село Никольская Карланга, а до строительства церкви — деревня Карланга.

## География
Урочище расположено к югу от Казани в 110 километрах, к западу от Тетюш в 23 километрах по автодороге в сторону Буинска. Через 25 километров после выезда из города полуразрушенная церковь будет слева, сразу за поворотом на деревню Тоншерма. Со стороны Буинска — справа через 7 километров после поворота с автодороги Р-241 Казань — Ульяновск на Тетюши севернее Буинска.

## История
Историк Е. И. Чернышев в своей работе пришёл к выводу, что на основании Переписной книги поместных дач Свияжского уезда 1646 года (более ранних переписных документов населенных пунктов края не сохранилось), через 90 лет после завоевания Казанского ханства, в XVI веке уже упоминается деревня Карланга.
В 1693 году была предоставлена Жалованная грамота стольнику Федору Михайловичу Есипову на пожалованную ему вотчину в Свияжском и Симбирском уездах. В 1696 году ещё одна Жалованная грамота стольнику Федору Михайловичу Есипову на пожалованную ему проезжую землю 200 четвертей в поле, а в двух по тому ж из поместья в вотчину на реке Карле в Свияжском уезде.
В Московских ведомостях за 1829 год было опубликовано объявление о возможности продажи имения коллежским регистратором Владимиром Михайловичем Есиповов, включая село Никольское Тетюшинского уезда с 210 душами, из которых 110 в тяготе, 75 на пашне, 35 на оброке с ежегодной выплатой в сумме 2000 рублей. Пашня в 110 десятин, дубового леса в достаточном количестве, пойменные луга по реке Свияга и 40 стогов вблизи деревни Победиловой, 2 водяные мельницы, господский дом, скотные дворы. Сад. 25 крестьянских дворов переселены по плану в лучшем порядке на новое место. Из вышеуказанных 210 душ 170 душ заложены в Московском Опекунском совете.
Великая Отечественная война
26 октября 1941 года на заседании правления колхоза «Ленинский Путь» Никольско-Карлангинского сельского совета было принято решение мобилизовать на нужды обороны 75 человек (женщин и мужчин) в возрасте от 16 лет до 50 лет со своим инструментом (1 железная лопата каждому, на 5 человек 1 кирка, на 10 человек 1 лом). Мобилизованные имели при себе ложку, кружку, котелок, ведро для варки, были одеты в теплую одежду. Три бригады по 25 человек, в основном женщины, были направлены на рытьё противотанковых рвов, на подготовку оборонительной линии в районе населённых пунктов Беденьга и Вожжи (ныне сёла Тетюшского района) Больше-Тарханского района. Линия эта строилась для возможного прорыва немцев в Сталинграде. 6 ноября 1941 года было принято решение отдать свой заработок за 7-8 ноября в фонд обороны. 2 декабря 1941 года было принято решение отчислить 3 трудодня с каждого рабочего на постройку танковой колонны «Комсомолец Татарии». 17 декабря 1941 года на заседании правления колхоза отметили нехватку трактористов, и было решение послать на курсы одного человека. Весной 1942 года мобилизованные осенью жители села вернулись, но двоих ещё раз мобилизовали на лесоповал под Казань, где всё лето заготавливали дрова для фронта. Из воспоминания жительницы села: «в годы войны приходилось есть много травы, но давали продуктовый паёк. А вот в послевоенное время продуктовый паёк отменили, было голодное время».

## Культура
Свадьба в селе Русская Карланга
По обычаю во время девичника подруги невесты посещали жениха и «крали» у него посуду или другие предметы. А в Карланге Тетюшского уезда крался специально приготовленный и выставленный на видное место курник. Этот обычай, по мнению Д. К. Зеленина, был основан на том, что вещи, предназначенные для какого-то особого использования, должны быть получены необычным способом. Для подавляющей части русских поселений было характерно проведение предсвадебных вечеринок только в доме невесты, которые чаще всего так и назывался «девичник». В ряде сел Тетюшского уезда на девичнике присутствовали только невеста, ее подруги и родственники. Девушки украшали цветными бумажками, лоскутками и лентами «девичью красу» (чаще всего репей), брачную постель, курник или караваец и свиную голову. Украшенный репей чаще всего подвешивали над столом наподобие люстры, а свиную голову ставили на стол «рылом к образам». Заканчивался девичник угощением, во время которого подруги пели для невесты песни в последний раз. В Карланге «в последний раз опевали невесту». В то же самое время в доме жениха готовили свадебный поезд из упряжек и поводьев, размер которого зависел от состоятельности родителей жениха и числа их родственников. К дугам обязательно привязывали колокольчики или бубенцы. В Карланге головы лошадей украшали платками. Кроме того в селениях «ряженым конем» встречали гостей, провожали молодых в баню, нередко провожал молодую на ключ или колодец, заходил в избу к пирующим свадебникам и т. д. В состав лиц, сопровождающих «ряженого коня», в Карланге назначали «коновалов», которые должны были проводить «коня» до реки.

## Церковь Николая Чудотворца
Во время урагана ветер разметал здание старой деревянной церкви, икона Святителя и Чудотворца Николая осталась на своём месте.
В 1843 году на деньги помещика Владимир Михайлович Есипов было завершено строительство новой трёхпрестольной каменной церкви. Главный престол был освящен во имя Николая Чудотворца в 1843 году. Главный престол был холодный, а два придела были теплыми. Правый придел был освящён во имя святого равноапостольного князя Владимира, левый придел — во имя свм. Петра Александрийского. На 1904 год в церкви находилась месточтимая икона Святителя и Чудотворца Николая.
Приходское попечительство церковь получила лишь в 1869 году, к ней были приписаны село Аненково (русские православные), приходские деревни — Тоньшерма (православные чуваши), Шигали (православная мордва), Ракита с Никольским выселком (русские православные) и Кляшево (отпадшие татары).
Всего в приходе на 1904 года было 518 дворов с 3122 жителями. В собственности причта находилось: луговых земель — 7 десятин и пахотных 42 десятины, собственные дома.
В штате церкви — священник, дьякон и псаломщик. Священниками были Сампсон Иванович Крутогорский в 1805—1838 годах (окончил КДС в 1794 году), Михаил Ястребский в 1837—1856 годах, Степан Данилович Пущаровский в 1867—1902 (57 лет от роду в 1900 году, окончил духовную семинарию по 2 разряду, законоучитель, с 1867 года в сане, в 1896 году был награжден камилавкою), в 1902 году в приход в сане священника был определён Виктор Степанович Сосунцов (в возрасте 25 лет, окончивший курс семинарии по 2 разряду, законоучитель, был женат и имел сына 6 месяцев). Диаконом служил с 1898 года Яков Михайлович Костровский (35 лет, из городского четырёхклассного училища, законоучитель, был женат и имел детей в 1904 году в возрасте 3, 4 и 0,5 года, имел медаль за перепись). Псаломщиком с 1898 года был Александр Петрович Никитин, 24 лет от роду, закончивший 1 класс семинарии и посвященный в стихарь, на 1904 год был холост. Церковным старостой на 1900 год был крестьянин Максим Семенов Яндеев.
Храм был построен в стиле позднего классицизма. В 1900 году храм ремонтировался и расширялся, имеет традиционную симметрично осевую композицию. Главный придел в форме цилиндра на кубическом четверике под полусферическим куполом с восьми арочными окнами. На северном и южном фасадах были расположены портики с четырьмя колоннами тосканского ордера. Апсида имела полукруглую форму и была крыта конусовидной крышей. Трапезная односветная, с тремя парами окон под двускатной крышей. Колокольня трёхъярусная, по типу «четверик на четверике»: ярусы отделены друг от друга карнизами с модульонами, окна арочные. Колокольня завершена высоким стояком с крестом на шаре. Первый этаж обработан рустовкой, оконные проемы звонницы арочной формы с замковыми камнями. Завершена высоким шпилем. Утрачены кровли храма и трапезной, входной портик на западном фасаде и южный портик основного объема разрушены.
В середине 1930-х годов была закрыта церковь. В советское время село было признано бесперспективным и расселено.

## Школа
На 1904 год в селе действовала земская школа (35 м. 6 д.), а в Тоншерме (48 м. 8д.) и Шигалях (45 м. 18 д.) — церковно-приходские школы.

## Экономика
В 1930 году в селе был образован колхоз имени Ворошилова, который был преобразован в 1941 году в колхоз «Ленинский путь» Никольско-Карлангинского сельсовета (в 1941—1959 годах), в 1959 году он был присоединён вместе с другими колхозами района к колхозу «Путь Ильича» (в 1959—1995 годах). Производственный сельскохозяйственный кооператив «Путь Ильича» на территории Кляшевского СМС Тетюшского района проработал в 1995—1998 годах.

## Население
По итогам первой всеобщей переписи 1897 года в селе проживало 499 человек (243 мужчины и 256 женщин), все православные.
В справочнике 1904 года указывалось, что в самом селе проживало уже 562 человека в 93 дворах (278 мужчин и 284 женщины).

## Односельчане
- монахиня Серафима (Бызова Дарья Гурьевна)[23];

## Ссылка
- Фаяз Шарафутдинов Разрушенная церковь Николая Чудотворца исчезнувшей деревни Никольская Карланга//6.01.2020
- Выходцы из села Никольская Карланга благоустроили кладбище в Тетюшском районе//Татарстан 24, 4.09.2017
- Штемпель почты Никольской Карланги